# جائزة إسبانيا الكبرى 1999
جائزة إسبانيا الكبرى 1999 هو سباق فورمولا 1 أقيم بتاريخ 30 مايو 1999 في برشلونة. كان الخامس من أصل 16 في بطولة العالم لسباقات الفورمولا واحد موسم 1999. حلّ الفنلندي ميكا هاكينن أولا بينما جاء البريطاني ديفيد كولتهارد في المركز الثاني وحصل على المركز الثالث الألماني مايكل شوماخر.